# Dado pra Você
Dado Pra Você é o álbum de estréia do ator e cantor Dado Dolabella na carreira musical. O repertório do disco apresenta algumas letras com boas doses de romantismo. O maior destaque do disco é a música "Vem Ni Mim", que faz parte da trilha da novela "Senhora do Destino", da Rede Globo. Em 2008, a canção Destino teve destaque ao ser incluída na trilha sonora da telenovela Chamas da Vida, da Rede Record. Foi gravado pela Som Livre.

## Faixas
| N.º | Título                                              | Compositor(es) | Duração |  |
| 1.  | "Pra Você"                                          |                | 03:53   |  |
| 2.  | "Outro Coração"                                     |                | 03:32   |  |
| 3.  | "Chuva"                                             |                | 03:19   |  |
| 4.  | "Tudo que a Vida Tem de Bom"                        |                | 03:52   |  |
| 5.  | "Toda Noite Tem Seu Fim (Every Rose Has Its Thorn)" |                | 04:26   |  |
| 6.  | "Flor"                                              |                | 03:49   |  |
| 7.  | "Amor Sem Medo"                                     |                | 01:48   |  |
| 8.  | "Fala Comigo"                                       |                | 03:01   |  |
| 9.  | "Pra Nunca Mais Partir (Love Vigilantes) - Ao Vivo" |                | 03:01   |  |
| 10. | "Vem Ni Mim"                                        |                | 03:43   |  |
| 11. | "Destino"                                           |                | 03:35   |  |

## Polêmica
No programa de entrevistas Gordo a Go-Go, na MTV, o apresentador João Gordo ironizou o nome do disco com um duplo sentido cacofônico. Ofendido, Dado Dolabella ameaçou Gordo com vários objetos cortantes antes de ser retirado à força do estúdio. 
1. ↑  «PHOTOS - João Gordo ironiza CD de Dado Dolabella e o ator perde o controle e parte para a briga durante a gravação do programa da MTV». www.purebreak.com.br. Consultado em 29 de janeiro de 2020